# Arbeo von Freising

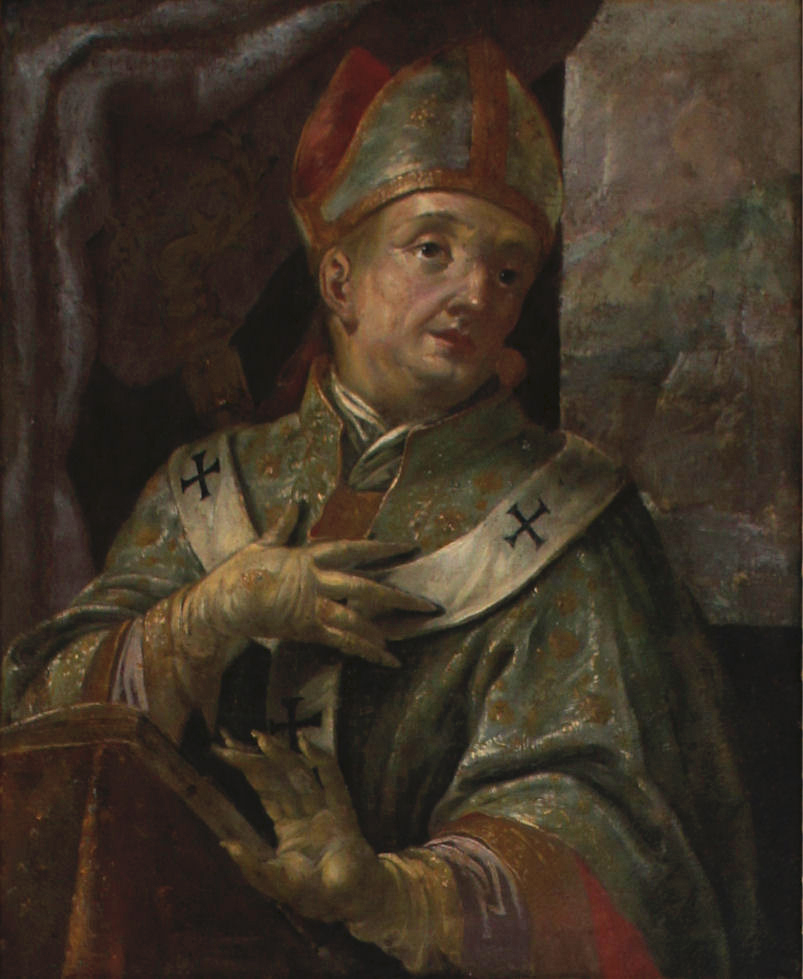
Arbeo auf einem Gemälde im Fürstengang Freising

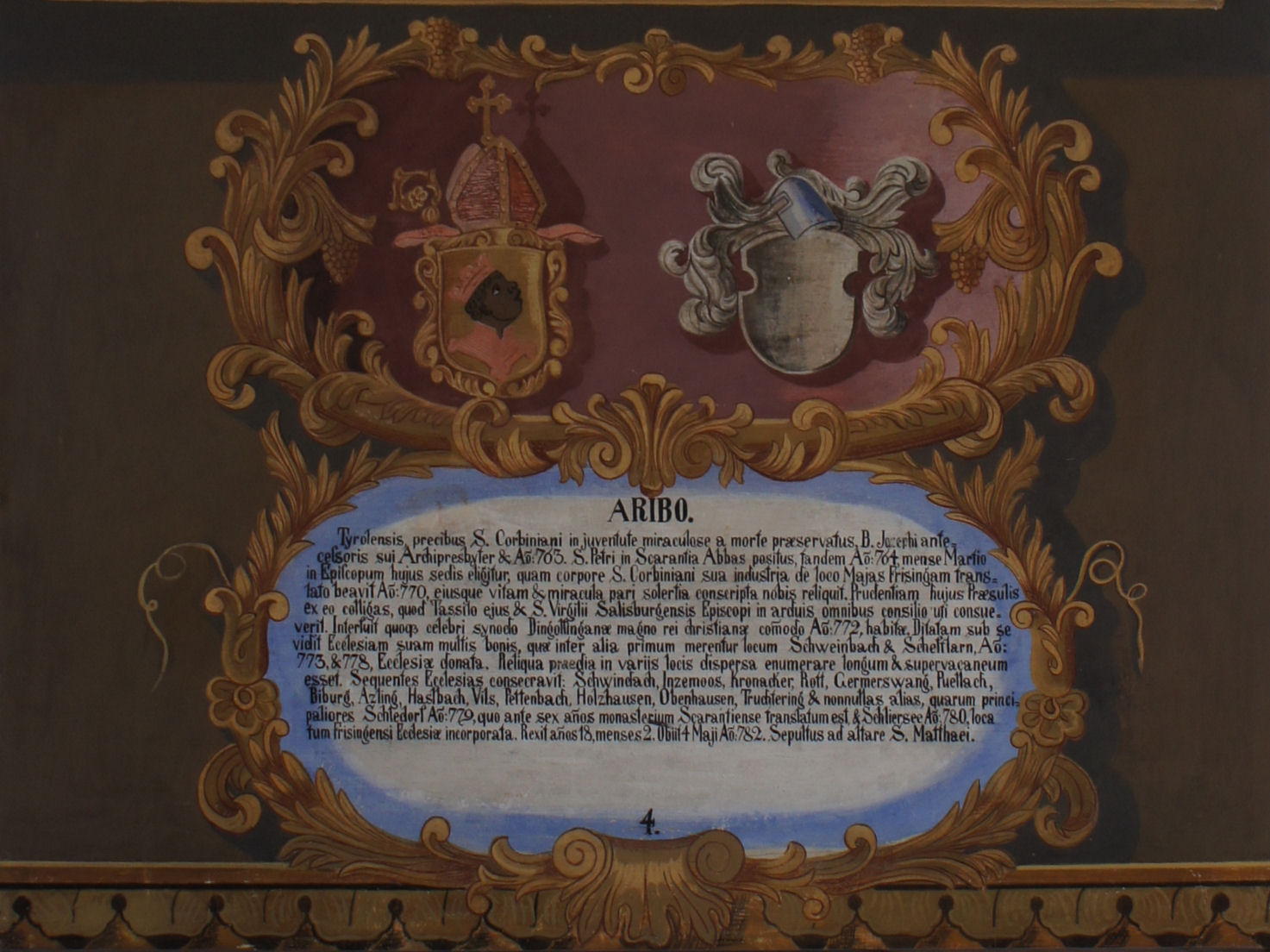
Wappentafel von Arbeo im Fürstengang Freising

Arbeo von Freising, auch Aribo von Freising oder Arbo von Freising (* 723 oder früher bei Meran; † 4. Mai 784), war Bischof von Freising.

## Leben
Arbeo wird dem Uradelsgeschlecht der Huosi bzw. den frühen Aribonen zugeordnet. Er trat um 740 in den Benediktinerorden ein und wurde unter Abt Erembert an der Lateinschule in Freising ausgebildet. 754 stand er im Rang eines Archipresbyters und Notars des Klosters, was eine juristische Ausbildung im langobardischen Bereich (Padua oder Bobbio) zur Voraussetzung hatte. Unter dem Freisinger Bischof Joseph von Verona wurde er 763 Abt des neu gegründeten Klosters Scharnitz. 764 trat er die Nachfolge Josephs als Bischof von Freising an. Unter seiner Leitung wurden die Klöster Innichen im Pustertal (769), Schäftlarn (762) und Schliersee in Oberbayern (779) gegründet. 772 verlegte Bischof Arbeo das Kloster Scharnitz nach Schlehdorf am Kochelsee.
Verschiedentlich wird Arbeo, der als erster Schriftsteller deutscher Herkunft gilt, als Verfasser des Codex Abrogans genannt. Er ist zudem Gründer der Dombibliothek Freising sowie Autor der Vita Corbiniani, einer Biografie über das Leben und Wirken des Hl. Korbinian, die über ihren biografischen Charakter hinaus wertvolle Informationen zur frühen bayerischen Geschichte liefert. Arbeo dichtete ebenfalls die "Vita vel passio Sancti Haimhrammi martyris", in welcher er um 770 auf geradezu schwärmerische Weise die bayerische Landschaft beschrieb: "Herrlichstes Land, erstrahlend in Anmut, überreich an Wäldern, fruchtbar an Wein, ergiebig an Eisen, an Gold und Silber ....; das Erdreich gesegnet mit Garben, Zugvieh und Herden so viel, dass sie fast den Boden bedecken; Bienen und Honig in Mengen; in den Seen und Flüssen ein Gewimmel von Fischen; ...; Salz, was man nur braucht ...; die Wälder prachtvoll besetzt mit Hirschen und Elchen und Auerochsen, mit Gemsen und Steinböcken und mit Wildzeug aller Art." (Vita Heimrammi, Cap. 6).
Arbeo wurde in Freising beigesetzt. Sein Gedenktag in der katholischen Kirche ist der 4. Mai. In Freising ist die Aribostraße nach ihm benannt.

## Werke
- Arbeonis episcopi Frisingensis vitae sanctorum Haimhrammi et Corbiniani (Arbeos, des Bischofs von Freising, Viten der Heiligen Emmeram und Korbinian). Herausgegeben von Bruno Krusch in MGH SS. rer. Germ. 13, Hannover 1920. (Digitalisat)